# 格特鲁德·贝恩斯
格特鲁德·贝恩斯（1894年4月6日—2009年9月11日）是一名美国人女性、世界在世最年長者（2009年1月2日 - 2009年9月11日）。自葡萄牙人瑪麗亞·德熱蘇斯于2009年1月2日去世后，時年114岁的贝恩斯被认为是世界上依然在世的最年长者。成為吉尼斯世界纪录的最年長者。2009年9月11日辭世，享嵩壽115歲158天。去世後，知念蒲成為紀錄保持人。